# 立陶宛國家廣播電視台廣播頻道
立陶宛國家廣播電視台廣播頻道（立陶宛語：LRT Radijas）是立陶宛國家廣播電視台一條於1926年開播的電台頻道，為該國第一條和歷史最爲悠久的電台頻道。這條頻道主要播放新聞、清談、文化、體育、娛樂和音樂等各類節目，並會在立陶宛全國各地設置記者採訪。